# Preignac

Preignac este o comună în departamentul Gironde din sud-vestul Franței. În 2009 avea o populație de 2.151 de locuitori.

## Evoluția populației
| An        | 1975  | 1982  | 1990  | 1999  | 2006  | 2009  |
| --------- | ----- | ----- | ----- | ----- | ----- | ----- |
| Populație | 2.096 | 1.958 | 1.992 | 2.026 | 2.138 | 2.151 |